# Jörgen Fogelklou
Carl Jörgen Holgersson Fogelklou, född 1 oktober 1972 i Överluleå församling i Norrbottens län, är en svensk politiker. Han är kommunalråd, tillika Sverigedemokraternas gruppledare i Göteborgs kommun, sedan oktober 2018.

## Politisk karriär
Efter riksdagsvalet 2010 anställdes Jörgen Fogelklou som grafisk formgivare med ansvar för Sverigedemokraternas grafiska profil på riksdagskansliet, Stockholm. 2012 blev han invald som suppleant i SD Göteborg distriktsstyrelsen och 2014 tog han över ordförandeklubban, och blev invald i Göteborgs fullmäktige. Samma år blev han utnämnd till sammankallande ordförande för samtliga SD-distrikt i landet. Sedan 2015 är han en del av SD riks valberedning.
Under större delen av mandatperioden 2014–2018 var Fogelklou anställd som politisk sekreterare hos SD:s dåvarande kommunalråd i Göteborgs kommun, Lars Hansson. Han efterträdde Hansson som gruppledare för Sverigedemokraterna i Göteborgs kommun, efter att Hansson den 2 februari 2018 uteslutits ur partiet. I kommunalvalet 2018 blev Fogelklou, med antalet 2 887, den tredje mest kryssade politikern i Göteborg.

### Kontroverser
- I november 2016 bevisades att Jörgen Fogelklou låg bakom flashback-kontot "afghan", som skrivit ett stort antal rasistiska och nazisympatiserande kommentarer.[5][6]
- I augusti 2017 släpptes en inspelning på Fogelklou där han hotar med att "skalla ner" en medlem i partiet samt gräva ner denne i en garderob.[7][8] Det framkom senare att han även riktade dödshot mot partikamraten.[9]
- Fogelklou fick sparken som politisk sekreterare av sin dåvarande chef, Lars Hansson, i januari 2018 med anklagelser om att Fogelklou sysslat med "oegentligheter".[10] I september samma år polisanmäldes Fogelklou av Hansson för fusk med arbetstider.[11]